# 贝瑟里茨
贝瑟里茨（德語：Beseritz）是德国梅克伦堡-前波美拉尼亚州的市镇，隶属于梅克伦堡湖区县。总面积为11.09平方千米，截至2023年12月31日总人口为122人。